# Frygisch (toonladder)
De frygische toonladder is een van de zeven diatonische hoofdkerktoonsoorten of modi zoals die in de westerse muziek worden gebruikt. Deze toonladder kan worden verkregen door op een piano vanaf de E een octaaf omhoog te spelen op de witte toetsen tot de eerstvolgende E.
E ½ F 1 G 1 A 1 B ½ C 1 D 1 E
De frygische toonladder is een mineurladder. Kenmerkend voor deze toonreeks is de kleine secunde. Dit geeft deze toonladder een enigszins mysterieuze, "exotische" of "Spaanse" sfeer.
Voorbeelden van het gebruik van de frygische ladder in de muziek:
- flamencomuziek
- het scherzo in B frygisch van Flor Peeters.

Dit is een voorbeeld van een authentieke toonladder. Het kan ook het geval zijn dat de finalis zich in het midden bevindt. In dat geval spreken we van een plagale toonladder. Ter onderscheiding geven we bij plagale toonladders het voorvoegsel "hypo". Dit is de hypofrygische toonladder:
B ½ C 1 D 1 E ½ F 1 G 1 A 1 B

## Voorbeelden van frygische toonladders
E frygisch
C frygisch
Ionisch ·
Dorisch · 
Frygisch ·
Lydisch ·
Mixolydisch ·
Eolisch ·
Locrisch